# حارة باثور (لودر)
باثور هي إحدى حارات حي لودر بمدينة لودر التابعة لمحافظة أبين، بلغ تعداد سكانها 1497 نسمة حسب تعداد اليمن لعام 2004.